# Nagy Sándor József Gimnázium
A Nagy Sándor József Gimnázium (rövidítése: NSJG) a Pest vármegyei Budakeszin található. Névadója Nagysándor József honvéd tábornok. Az iskolát 1964-ben alapították, ekkor még csak tagiskolaként, de 1980-ban önálló iskola lett. 2012-ben az iskola megkapta az Ökoiskola címet, a budakeszi oktatási intézmények közül elsőként.

## Névadója

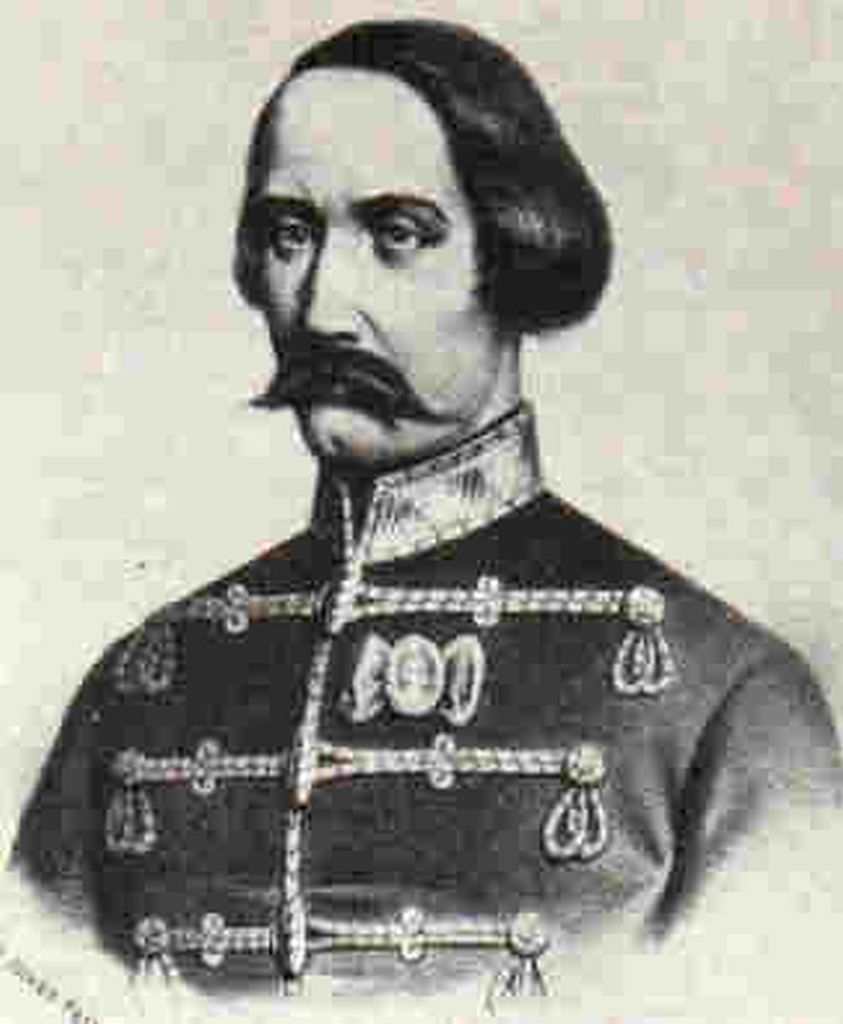
Nagysándor József - honvéd tábornok

Nagysándor József a Bihar vármegyei Nagyváradon született 1804-ben egy vagyontalan katolikus magyar nemesi családban. Gyermekkorát szülővárosában töltötte, ahol utca viseli a nevét, szülőházán pedig emléktáblával emlékezünk rá. Minden októberben az iskola képviseletében delegáció zarándokol el a házhoz.
Már 15 évesen katonai pályára lépett. Előbb tüzér-, majd huszáralakulatoknál szerzett érdemeket. Már 1847-ben nyugállományba kényszerült, súlyos betegsége miatt.
A pesti forradalom híre eljutott hozzá. Már áprilisban jelentkezett a nemzetőrségbe, ahol őrnagyi rangot kapott. Kiss Ernő és Damjanich János oldalán harcolt.
1849 áprilisában a tavaszi hadjárat valamennyi csatájában ott volt. A Buda visszavívásáért indított hadműveletnek ő volt az egyik főszereplője. Csapatai elsőként jutottak be a várba.
Budakeszin állomásozott. Főhadiszállása a mai Fő utca 187. számú házban volt, amit minden évben megkoszorúznak a gimnázium tanulói.
Fegyelmezetlen engedelmeskedő, jó katona és független gondolkodású republikánus maradt mindvégig. Osztotta Kossuth Lajos félelmeit, és Görgey Artúr megnövekedett befolyását látván megfogalmazta híressé vált fenyegető mondatát: "Ha Caesar diktátori hatalomra törne, mellőle egy Brutus sem hiányoznék".
Halálra ítélték. A kivégzésre az aradi börtön udvarán 1849. október 6-án került sor. A bakó ötödikként szólította. Büszkén és megvetéssel lépett hóhéra elé. Utolsó szavai ezek voltak: "Hodie mihi, cras tibi - Ma nekem, holnap neked. Éljen a haza!"
Mártírhaláluk jelképpé nőtt. Annak a küzdelemnek és áldozatnak a szimbólumává, melyet a magyarság évszázadokon át folytatott szabadságáért és a társadalmi haladásért.

## Története

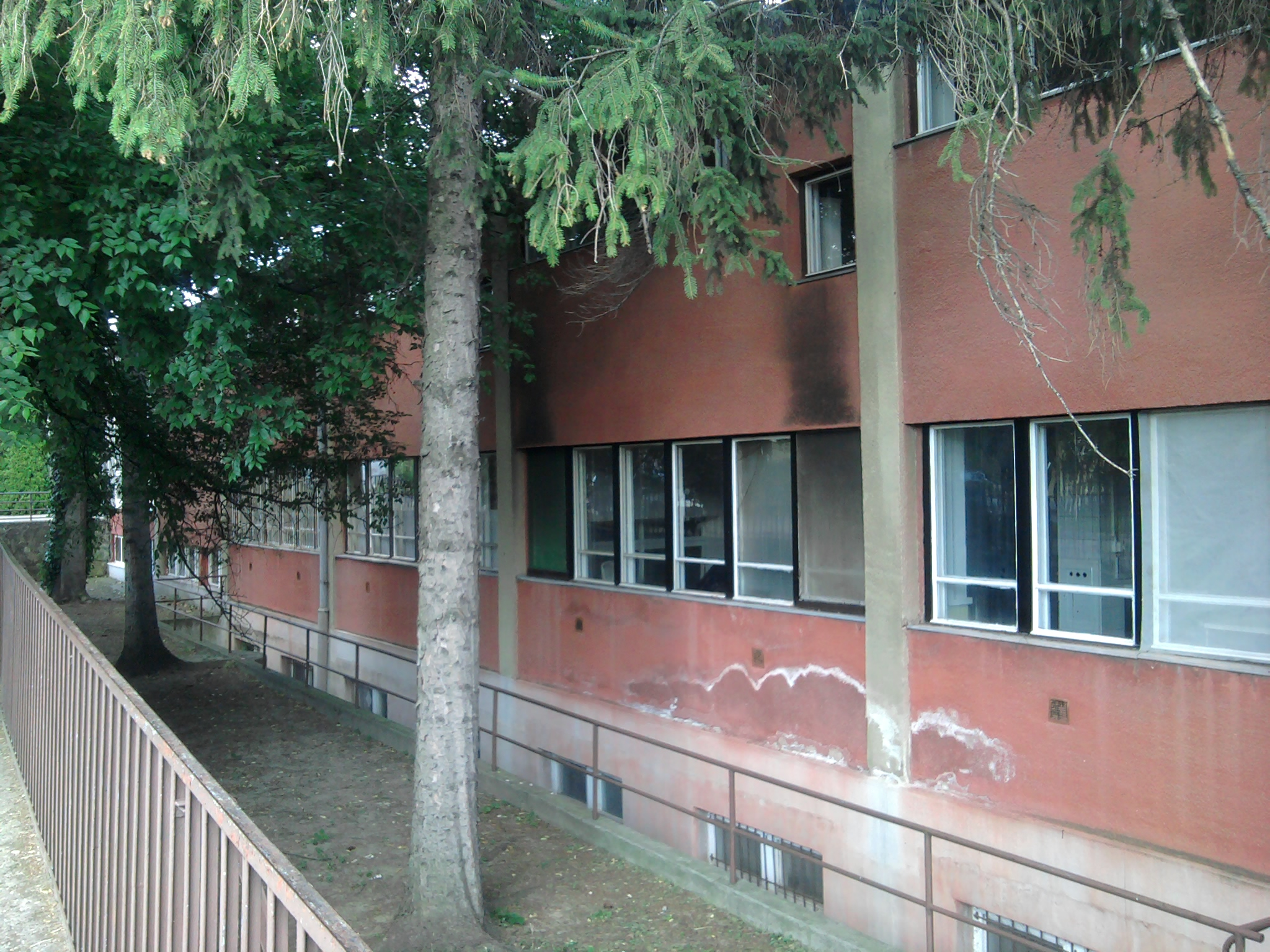
A gimnázium utcafronti oldala

1964-ben kezdődött a gimnáziumi oktatás Budakeszin. Az azóta eltelt idő még nem teszi igazán nagy múltúvá az iskolát, de mindenképpen alkalmat ad a visszatekintésre. Sok viszontagság között bizonyította az iskola a létjogosultságát, fennmaradt, megerősödött, mély gyökeret vert a település oktatási rendszerében. Több generáció hagyta már el a gimnáziumot, életre szóló élményekkel, használható tudással, erkölcsi tartással felvértezve. Ezeknek az elballagó százaknak a sorsa a legbiztosabb visszaigazolás az iskola alapítóinak, működtetőinek.
Budakeszin az 1964/65-ös tanévben indult az első gimnáziumi osztály. Akkoriban az iskola még nem önálló intézményként működött, hanem a Budakeszi 1. számú Általános Iskolához csatolták, így az iskola nevét Budakeszi Általános Iskola és Gimnáziumra változtatták. Ez volt a gimnázium első jogelődje. 1996-ban jelenlegi igazgatónőnk, Dr. Dömötörné Papp Hargita vette át.
A négy évfolyamos gimnáziumi rendszer kiépítése felmenő rendszerben történt, fejlesztése folyamatosan valósult meg. Az első időben évfolyamonként csak egy osztályt indítottak.  Ekkor indult az ének-zenei és a testnevelési tagozat. Jelentős tárgyi fejlesztések is történtek, 1971/72-ben áttértek a szaktantermi oktatásra. A megyei fenntartó az 1973/74-es tanévtől nem engedélyezte gimnáziumi első osztály indítását. Ez a lépés gyakorlatilag a gimnázium megszüntetését jelentette.
A döntéssel senki nem értett egyet, sem a tantestület, sem a község vezetése. Sikerült elérni, hogy 1976-tól újra indíthattak első osztályt. Ebben az évben érte el a feljövő testnevelési szakosított tantervű képzés a gimnáziumi korosztályt, szeptemberben tehát már egy félosztálynyi testnevelés tagozatos diákot iskoláztak be. Pest megyében elsőként testnevelési utánpótlási bázis lett az iskola.
Az iskola sportegyesülete már 1972-től a Vasas SC volt. Ez a másfél évtizedes együttműködés számos szép sikert hozott mindkét félnek. 1986-ban az iskola sportfelügyeletét a KSI vette át. Ekkor leginkább a labdarúgó utánpótlás lett a domináns. 1988-ban erről a támogatásról is le kellett mondani. A sporttagozat működött még ugyan, de a diákok már szabadon választhattak egyesületet.

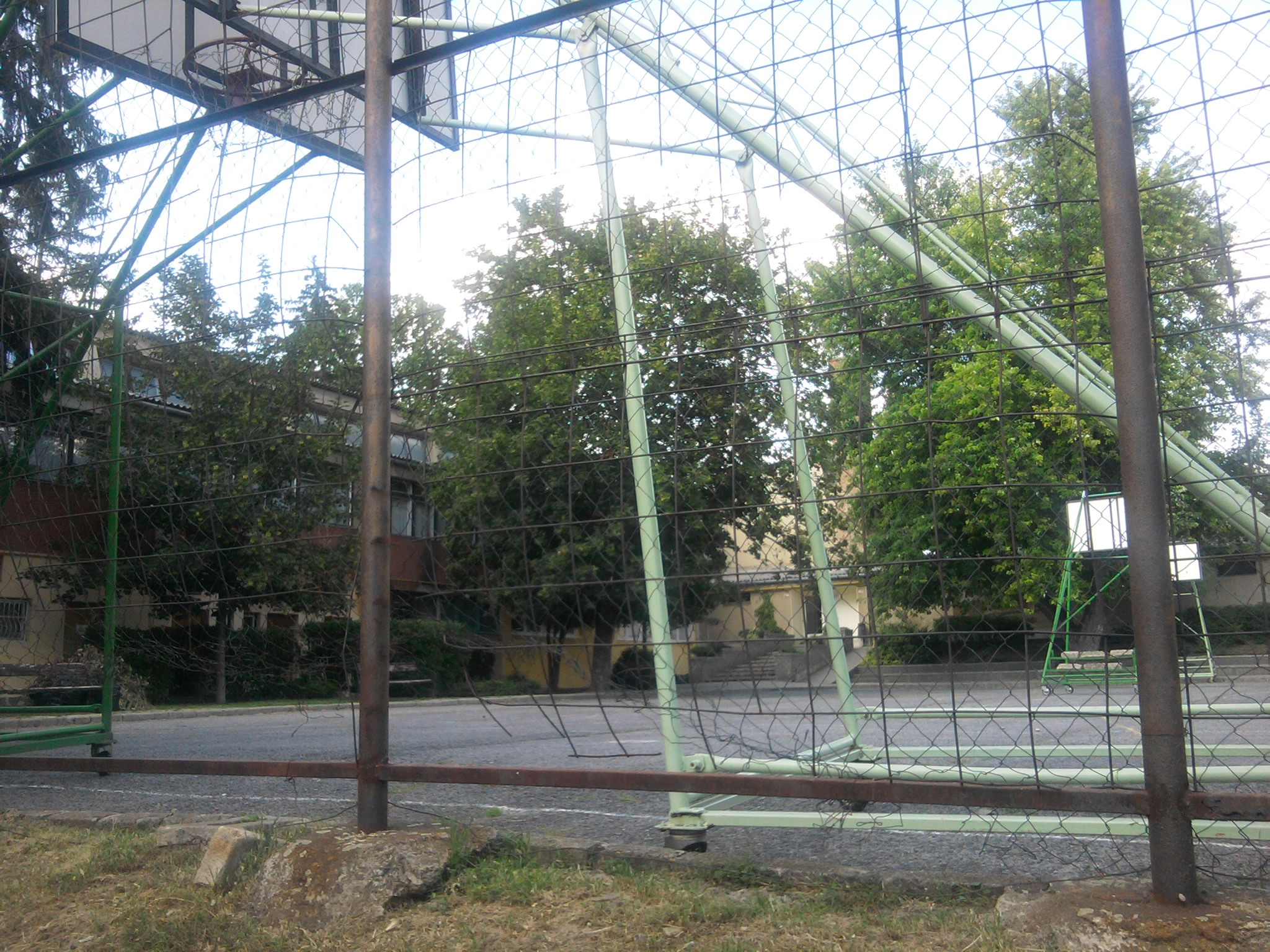
A gimnázium udvara

Fontos feladat volt, hogy az országos beiskolázású testnevelési képzéshez megfelelő kollégiumi elhelyezést is biztosítsunk.A Gödöllői Agrártudományi Egyetem gyakorlóiskolájának budakeszi kollégiumában kaptak 20 férőhelyet, majd 1979-ben az egész intézmény a birtokukba került előbb diákotthoni, 1987-től kollégiumi minőségben. A rendszerváltást követően a kollégiumot elveszítették, így az iskola beiskolázási lehetősége mára Budakeszi, Budapest és a Zsámbéki-medence körzetére szűkült le.
Az iskola történetében a 70-es években súlyos problémaként jelentkezett az a helyzet, hogy az irányítást kettősség jellemezte: a gimnáziumot a Pest Megyei Tanács Oktatási Osztálya, míg az általános iskolát a járási tanács oktatási osztálya irányította. A nagy fordulat 1980-ban következett be, amikor szétválasztották a két iskolát, és az új intézmény a Budakeszi Gimnázium nevet vette fel. Ettől kezdve évfolyamonként két-két osztállyal működtünk, amelyből az egyik szakosított tantervű volt testnevelésből.
1980-ban tehát elkezdődött az iskola önálló élete. A gimnázium felzárkózott a megye gimnáziumainak középmezőnyébe.
Nem volt könnyű időszak, amikor Budakeszin megnyitotta kapuit a Prohászka Ottokár Katolikus Gimnázium. Mindkét iskola szépen fejlődik, kialakította a maga profilját, amik nem fedik egymást, tehát a rivalizálás helyett az alternatív lehetőségeket kínálják a helybélieknek és a távolabbról érkező érdeklődőknek.
A Nagy Sándor József Gimnázium a testnevelés tagozat megszűnése után két irányba jelölte ki a fejlődés útját. Az informatikára és a nyelvoktatásra helyezte a hangsúlyt, majd 2021 tanévtől - az informatika tagozat megszűnésétől- csak nyelvi előkészítő képzéseket (5 éves) indítanak.
Iskola történetéhez hozzátartozik, hogy egy időben felnőttképzéssel is foglalkoztunk, évekig működött az intézmény keretein belül a Szakmunkások Szakközépiskolája.

## Iskolai hagyományok
A gimnázium sok szép hagyományt ápol, a tradíciók egyre bővülnek. 1989-ben felvették az egyik aradi vértanú nevét, intézményük azóta viseli a Nagy Sándor József Gimnázium nevet.
1997-ben felavattuk iskolai emléktábláját, ahol évente két alkalommal március 15-én és október 6-án koszorút helyezünk el.
Erősíti a közösség összetartását a 2000-ben felavatott iskolazászló és az iskolai nyakkendő, ami 2002 óta ünnepi öltözékünk szép kiegészítője.
Legjobban mégis a közös munka és a közös tanórán kívüli programok (gólyatábor, gólyabál, szalagavató, karácsony, farsang, Nagy Sándor József vagy NSJG napok, bolondballagás, ballagás, sportversenyek, hazai és külföldi tanulmányutak, kirándulások, öntevékeny csoportok munkája) kovácsolják össze a közösséget. Ennek eredményeképpen igazán hangulatos, családias légkör fogadja az újonnan érkezőket, a visszajárókat és az érdeklődőket.
Hangsúlyos elem az iskola életében az ökoiskolai tevékenység, nagyon sok, már hagyománnyá vált program kapcsolódik ehhez a profilhoz is. 2019-től az Örökös Ökoiskola címet is elnyerte a gimnázium.

## Kapcsolatok, partnerségek

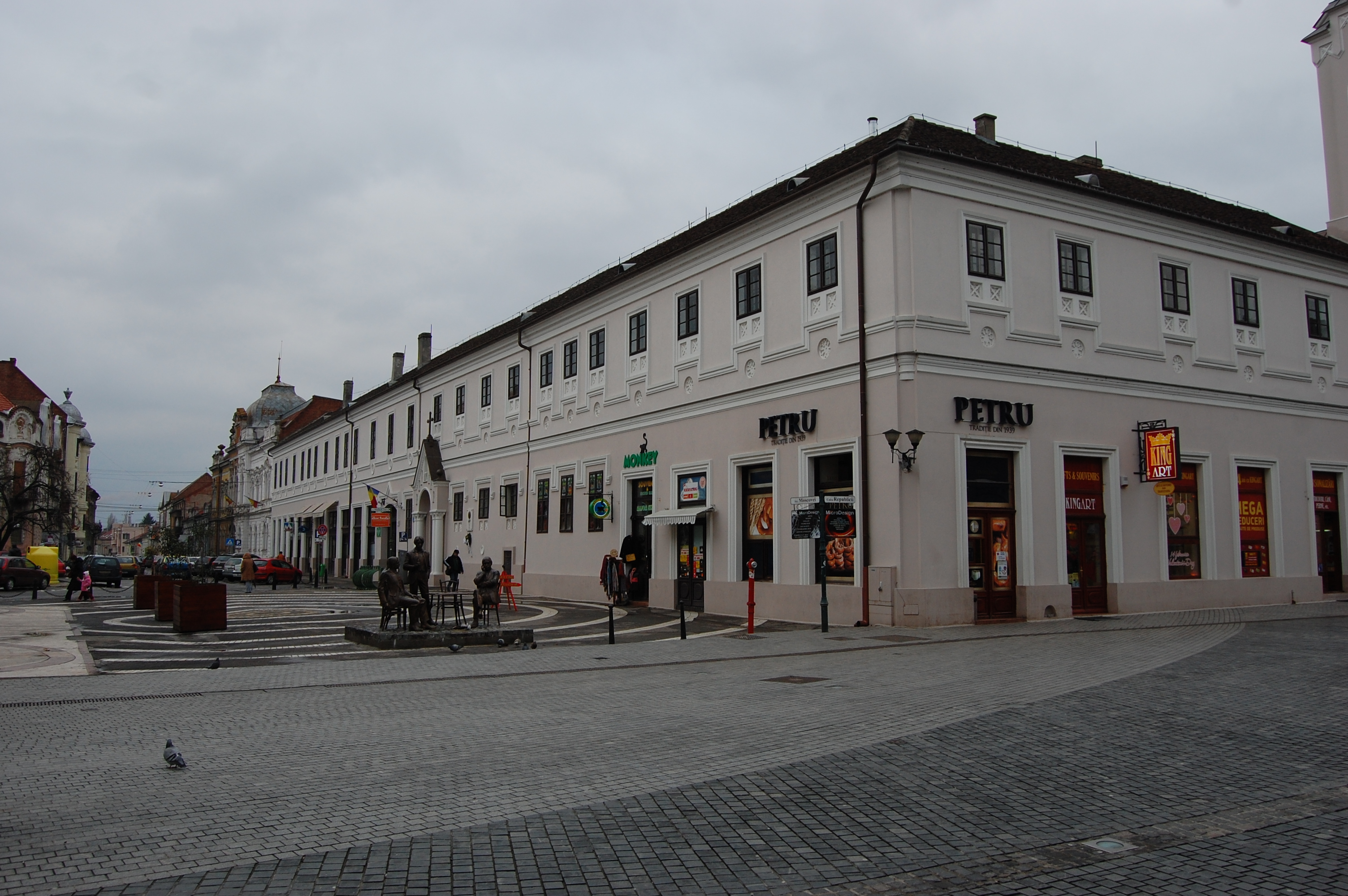
Ady Endre Líceum

### Ady Endre Liceum,Nagyvárad
Az iskola 1990-ben testvérkapcsolatot épített ki a nagyváradi Ady Endre Líceummal. Azért esett a választás az Ady Liceumra, mert így a diákok ápolhatják Nagy-Sándor József emlékét, (mert ő is nagyváradi volt) és határon túli magyar diákokkal is kapcsolatot építhetnek, tarthatnak fenn. Minden év októberében a Nagy Sándor József Gimnázium diákjai látogatnak a Partiumba, májusban a Liceumi diákok mennek Budakeszire.

### Bod Péter Tanítóképző,Kézdivásárhely
A 2012/2013-as tanévben az iskola a Kézdivásárhelyi Bod Péter Tanítóképző iskolával közösen vett részt a Határtalanul projektben. Márciusban az Erdélyi diákok látogattak el Budakeszire, majd májusban a Nagy Sándor József Gimnázium diákjai tölthettek el egy hetet Székelyföldön. A két iskola diákjai együtt ismerték meg a közös történelmet, irodalmat és hagyományokat.

### Budakeszi intézmények
Az iskola fennállása óta szoros együttműködést tart fenn a település intézményeivel, ezen belül főleg az iskolákkal és az Önkormányzattal, igyekszik kivenni részét Budakeszi kulturális életéből, és cselekvő részt vállalni a mindennapokban. Ezeket a törekvéseiket a rengeteg verseny, társadalmi munkák, ünnepi megemlékezések, sport és kulturális rendezvények igazolják. 2011-től a Prohászka Ottokár Katolikus Gimnáziummal együtt tartanak szavaló versenyt, amit azóta minden évben megrendeznek. A gimnázium jó kapcsolatot tart fenn a Nagy Gáspár Városi Könyvtárral, ahol a diákok hasznos előadásokat hallgathatnak meg.

### Európai Unióskapcsolatok
A gimnázium több éve sikeresen pályázik EU-s pályázatokon, ahol külföldi iskolákhoz látogathatnak el a diákok. Több bilateriális és multilateriális projektben részt vett az iskola. A diákok eljuthattak többek között Franciaországba, Ausztriába, Olaszországba, Görögországba, Csehországba vagy éppen Bulgáriába.

## Képzés

### Ötéves képzés
Nyelvi előkészítő osztályok:
- Német haladó 16 fő (5001-es tagozatkód)

- Angol 48 fő (5002-es tagozatkód)

## Alapítvány
A gimnázium alapítványa a Pro Educatione Alapítvány. Azzal a céllal jött létre, hogy bárki anyagi támogatást nyújthasson az iskolai oktató-nevelő munka feltételeinek javításához. Örömmel tapasztalható, hogy évről évre sok szülő, tanár és dolgozó ajánlja fel személyi jövedelemadójának 1%-át erre a célra.

## Megközelítés
Az intézményhez a legközelebbi megállóhelyek a Budakeszi, Városháza és a Széchenyi utca (gimnázium), ezek három perces sétára találhatók. A két megálló az alábbi Volánbusz-járatokkal közelíthetők meg:
Széchenyi utca (gimnázium)
- Budapest (Budakeszi út) felől: 188E, 222, 793, 794, 795
- Budapest–Kelenföld felől, Budaörs érintésével: 188, 188E
- Páty felől: 788
- Telki felől: 794, 795

Budakeszi, Városháza
- Budapest (Budakeszi út) felől: 22, 22A, 188E, 222, 781, 782, 783, 784, 785, 786, 787, 789, 791
- Budapest–Kelenföld felől, Budaörs érintésével: 188, 188E
- Páty felől: 781, 782, 783, 784, 785, 786, 787, 788, 789, 791